# Ford Kuga
De Ford Kuga is de eerste Europese SUV (sports utility vehicle) van Ford gebaseerd op het IosisX concept . De Ford Kuga is sinds de eerste helft van 2008 te koop.
Er zijn tot dusver drie generaties geweest:
- Eerste generatie (2008-2013)
- Tweede generatie (2013-2019)
- Derde generatie (2019-heden)

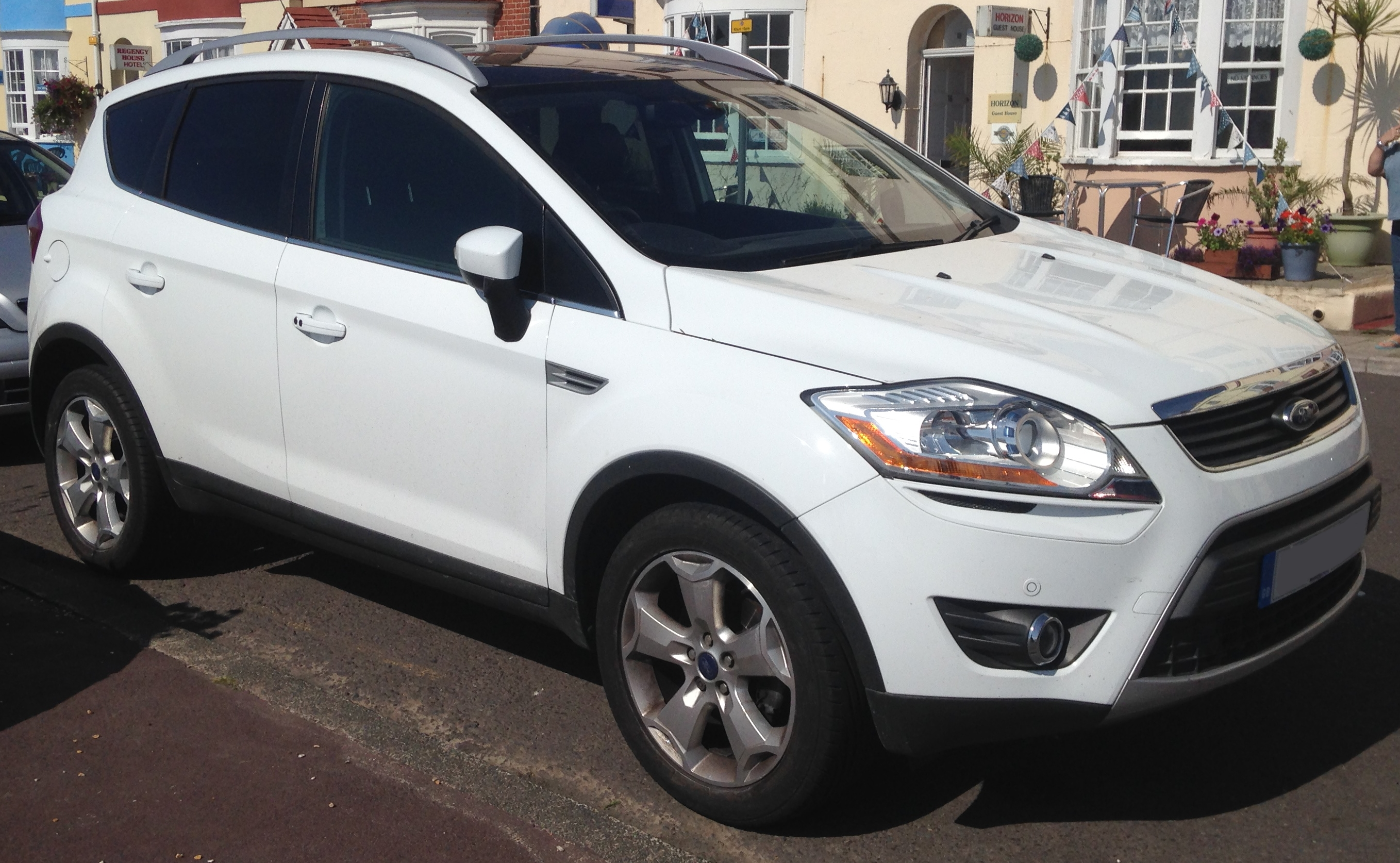
Eerste generatie
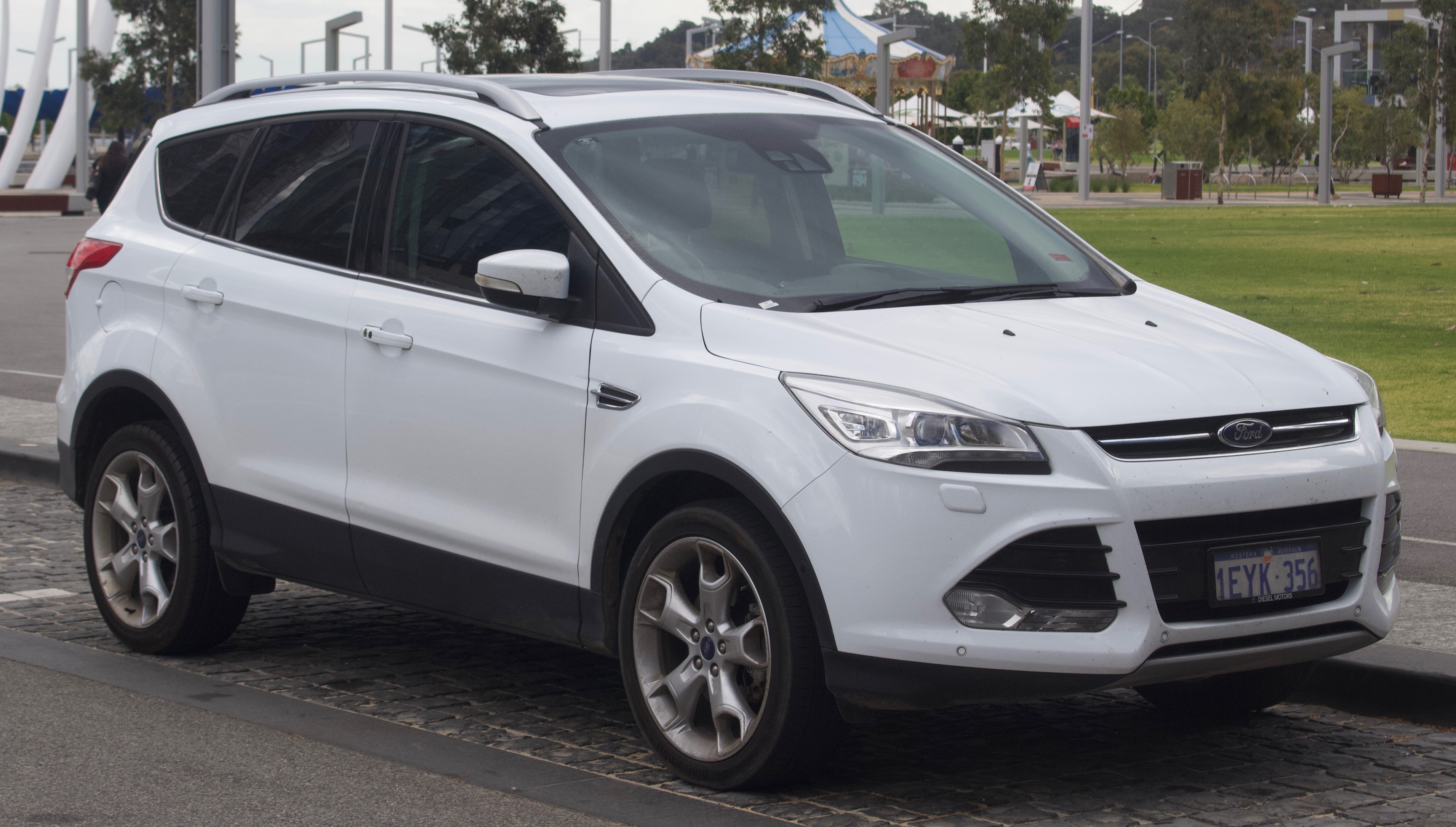
Tweede generatie
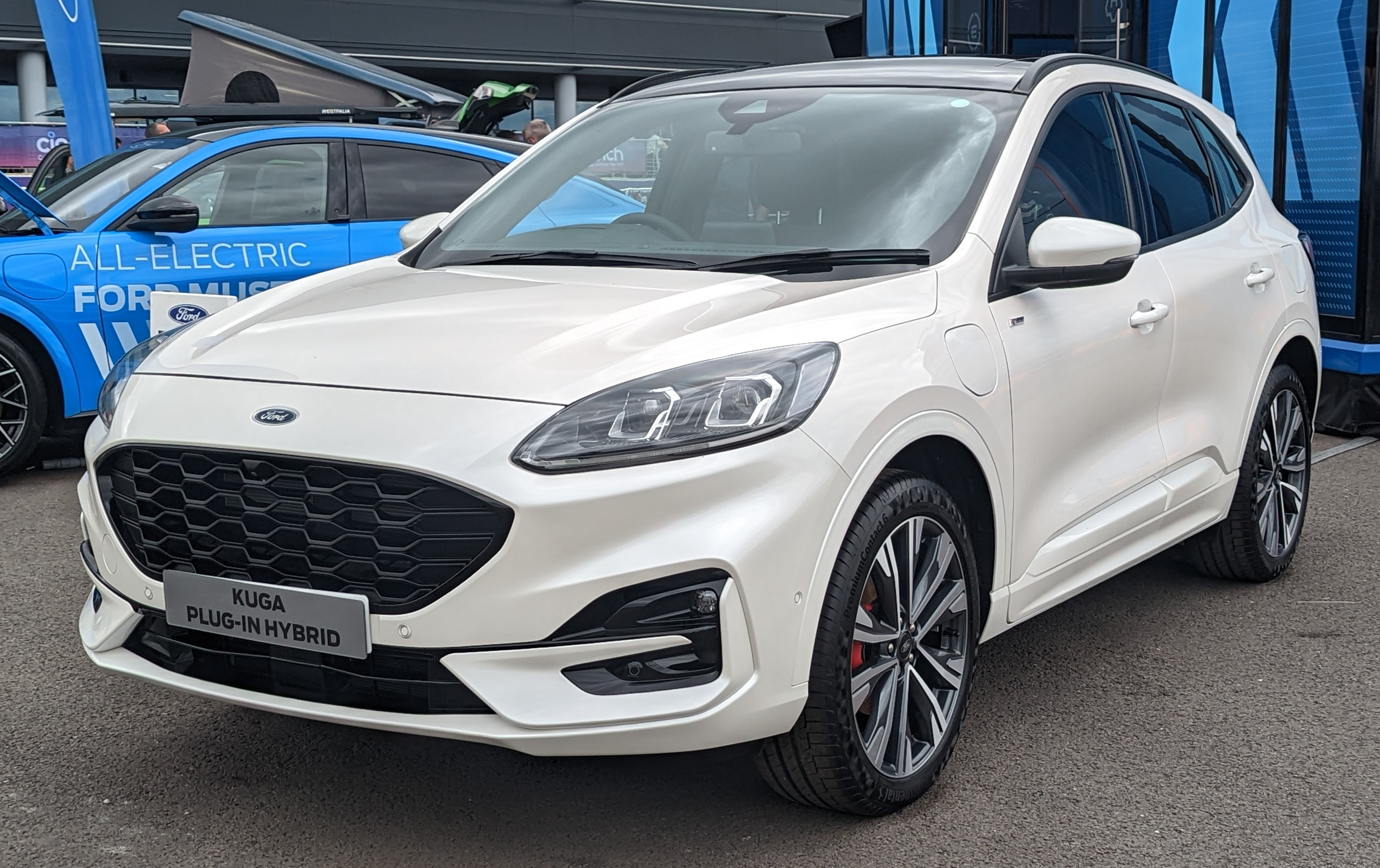
Derde generatie